# Николај Јапански
Свети Николај Јапански (1836—1912), православни равноапостолни светитељ, архиепископ и просветитељ Јапана.
Рођен је 1. августа 1836. у селу Берјоз, у Смоленској области. Рођено име му је Иван Димитријевич Касаткин. Завршио је богословију у Смоленску 1857. године, затим Петроградску богословску академију где се спремао да остане и прими професорску дужност. Тамо се добровољно пријавио за Јеванђеоску мисију у Јапану.
22. јуна 1860. Иван Касаткин се замонашио и узео Николај и примио чин ђакона, а седам дана након тога рукоположен је за свештеника Руске православне цркве.
29. јуна исте године кренуо је из Петрограда за Хакодате Јапан. У Хакодате је стигао тек у јуну 1861. године. Тамо је након седам година изучавања јапанског језика започео проповед Јеванђеља Јапанцима на њиховом матерњем језику.
1869. Свети синод РПЦ доделио је Николају чин архимандрита и поставио га на чело мисије у Јапану, у надлежности епископа Камчатке. Фебруара 1871. је прекинута мисија због почетка руско-јапанских сукоба и Николај се привремено вратио у Русију.
Вративши се из Русије, отац Николај је започео свој рад на превођењу Библије, катихизиса, молитвеник и житија светих на јапански језик.
Јануара 1872.Николај се преселио у Токио. 1873. отвара богословију и школа за девојке. То је била прва установа за више образовање у Јапану коју су могле да похађају жене. 1874. отвара још три благовесничка средишта у Токију и једно у Осаки 1875. Затим, катихетске школе, сиротиште, иконописно одељење, хор и библиотеку. Започео је издавање месечника Сеико симпо (још увек излази под именом Сеико ихо - Православни гласник). Крстио је 1878. Рин Јамасито.
1880. године изабран је за епископа ревелског.
1884. је започиње градњу саборног храма у Токију, посвећен Светом Васкрсењу Господњем.
26. јануара 1904. почео је руско-јапански рат. У тешком времену прогона православних у Јапану, свети Николај одиграо је кључну улогу у опстанку мисије у тој земљи.
1906. године свети Николај прима чин архиепископа Јапанске православне цркве.
Умро је 16. фебруара 1912. године. Последња реч му је била васкрсење.
У његово време, Црква у Јапану је порасла на преко 35.000 припадника, са 32 свештеника, 7 ђакона, 15 хоровођа, 121 лаичким проповедником, саборним храмом, 96 цркава и 265 параклиса.
Српска православна црква прославља светог Николаја 6. децембра по јулијанском календару.